# Pyrenothrix
Pyrenothrix är ett släkte av lavar. Pyrenothrix ingår i familjen Pyrenothrichaceae, klassen Dothideomycetes, divisionen sporsäcksvampar och riket svampar.
| Pyrenothrix | \| \| Pyrenothrix mexicana \| \| \| \| \| \| Pyrenothrix nigra \| \| \| \| |
|             | \| \| Pyrenothrix mexicana \| \| \| \| \| \| Pyrenothrix nigra \| \| \| \| |
|             | Pyrenothrix mexicana                                                       |
|             |                                                                            |
|             | Pyrenothrix nigra                                                          |
|             |                                                                            |

|  | Pyrenothrix mexicana |
|  |                      |
|  | Pyrenothrix nigra    |
|  |                      |